# Neoimpressionisme
Indenfor kunsten er neoimpressionisme navn på en generation kunstnere som videreudviklede impressionisternes teknik med at lægge farve på lærredet for at opnå visse effekter.
Neoimpressionismen grundlagdes af pointillisten Georges Seurat i 1890'erne og Paul Signac regnes almindeligvis også med til gruppen. Neoimpressionismen fik stor betydning for bl.a. fauvisterne og efterfølges til dels af f.eks. neoplasticisterne.